# Waianae
Waianae est une localité américaine située dans le comté d'Honolulu et sur l'île d'Oahu, à Hawaï.
Selon le recensement de 2010, la census-designated place de Waianae compte 13 177 habitants. Elle s'étend sur 7,04 milles carrés (18,23 km2), dont 1,68 milles carrés (4,35 km2) d'étendues d'eau et 5,36 milles carrés (13,88 km2) de terres.

## Démographie
| Groupe            | Waianae | Hawaï | États-Unis |
| ----------------- | ------- | ----- | ---------- |
| Métis             | 44,8    | 23,6  | 2,9        |
| Océaniens         | 30,6    | 10,0  | 0,2        |
| Asiatiques        | 14,5    | 38,6  | 4,8        |
| Blancs            | 8,3     | 24,7  | 72,4       |
| Afro-Américains   | 0,8     | 1,6   | 12,6       |
| Autres            | 0,8     | 1,3   | 6,2        |
| Amérindiens       | 0,2     | 0,3   | 0,9        |
| Total             | 100     | 100   | 100        |
|                   |         |       |            |
| Latino-Américains | 15,9    | 8,9   | 16,7       |

Selon l'American Community Survey pour la période 2011-2015, 80,01 % de la population âgée de plus de 5 ans déclare parler l'anglais à la maison, 13,18 % une langue polynésienne, 2,18 % le tagalog, 1,24 % le japonais, 1,22 % l'espagnol, 0,95 % le lao et 1,21 % une autre langue.
| 2000   | 2010   | - | - | - | - |
| ------ | ------ | - | - | - | - |
| 10 800 | 13 177 | - | - | - | - |